# Solstițiu
| Datele solstițiilor în emisfera boreală (Timp universal coordonat) | Datele solstițiilor în emisfera boreală (Timp universal coordonat) | Datele solstițiilor în emisfera boreală (Timp universal coordonat) |
| Anul                                                               | Solstițiul de vară (iunie)                                         | Solstițiul de iarnă (decembrie)                                    |
| ------------------------------------------------------------------ | ------------------------------------------------------------------ | ------------------------------------------------------------------ |
| 2000                                                               | 21 iunie 01:48                                                     | 21 decembrie 13:37                                                 |
| 2001                                                               | 21 iunie 07:38                                                     | 21 decembrie 19:21                                                 |
| 2002                                                               | 21 iunie 13:24                                                     | 22 decembrie 01:14                                                 |
| 2003                                                               | 21 iunie 19:10                                                     | 22 decembrie 07:04                                                 |
| 2004                                                               | 21 iunie 00:57                                                     | 21 decembrie 12:42                                                 |
| 2005                                                               | 21 iunie 06:46                                                     | 21 decembrie 18:35                                                 |
| 2006                                                               | 21 iunie 12:26                                                     | 22 decembrie 00:22                                                 |
| 2007                                                               | 21 iunie 18:06                                                     | 22 decembrie 06:08                                                 |
| 2008                                                               | 20 iunie 23:59                                                     | 21 decembrie 12:04                                                 |
| 2009                                                               | 21 iunie 05:45                                                     | 21 decembrie 17:47                                                 |
| 2010                                                               | 21 iunie 11:28                                                     | 21 decembrie 23:38                                                 |
| 2011                                                               | 21 iunie 17:16                                                     | 22 decembrie 05:30                                                 |
| 2012                                                               | 20 iunie 23:09                                                     | 21 decembrie 11:11                                                 |
| 2013                                                               | 21 iunie 05:04                                                     | 21 decembrie 17:11                                                 |
| 2014                                                               | 21 iunie 10:51                                                     | 21 decembrie 23:03                                                 |
| 2015                                                               | 21 iunie 16:38                                                     | 22 decembrie 04:48                                                 |
| 2016                                                               | 20 iunie 22:34                                                     | 21 decembrie 10:44                                                 |
| 2017                                                               | 21 iunie 04:24                                                     | 21 decembrie 16:28                                                 |
| 2018                                                               | 21 iunie 10:07                                                     | 21 decembrie 22:22                                                 |
| 2019                                                               | 21 iunie 15:54                                                     | 22 decembrie 04:19                                                 |
| 2020                                                               | 20 iunie 21:43                                                     | 21 decembrie 10:02                                                 |
| 2021                                                               | 21 iunie 03:31                                                     | 21 decembrie 15:59                                                 |
| 2022                                                               | 21 iunie 09:14                                                     | 21 decembrie 21:48                                                 |
| 2023                                                               | 21 iunie 14:58                                                     | 22 decembrie 03:27                                                 |
| 2024                                                               | 20 iunie 20:51                                                     | 21 decembrie 09:20                                                 |
| 2025                                                               | 21 iunie 02:42                                                     | 21 decembrie 15:03                                                 |
| 2026                                                               | 21 iunie 08:24                                                     | 21 decembrie 20:50                                                 |
| 2027                                                               | 21 iunie 14:11                                                     | 22 decembrie 02:42                                                 |
| 2028                                                               | 20 iunie 20:02                                                     | 21 decembrie 08:19                                                 |
| 2029                                                               | 21 iunie 01:48                                                     | 21 decembrie 14:14                                                 |
| 2030                                                               | 21 iunie 07:31                                                     | 21 decembrie 20:09                                                 |
| 2031                                                               | 21 iunie 13:17                                                     | 22 decembrie 01:56                                                 |

În astronomie, se numesc solstiții cele două momente din an când planul determinat de centrul Soarelui și de axa de rotație a Pământului este perpendicular pe planul orbitei Pământului. În cele două momente ale anului unghiul făcut de razele soarelui cu orizontul la amiază este cel mai mare (vara) sau cel mai mic (iarna) din an. Variația acestui unghi în cursul anului se explică prin aceea că axa de rotație a Pământului nu este perpendiculară pe orbita lui.

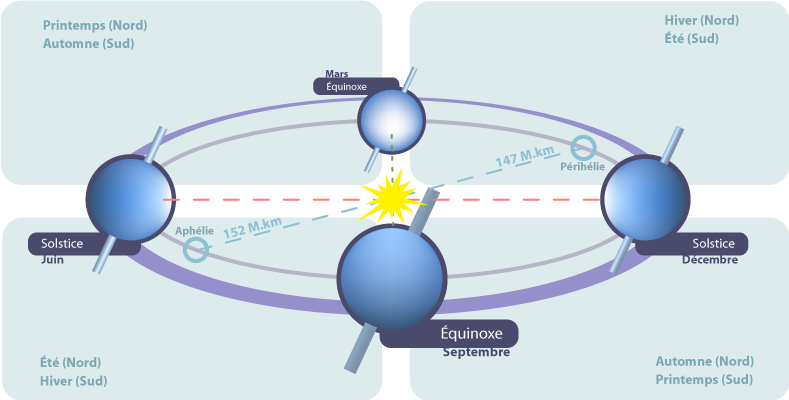
Schemă care indică orientarea aproximativă a Pământului în raport cu Soarele la solstițiul din iunie (stânga), echinocțiul din septembrie (jos), solstițiul din decembrie (dreapta) și echinocțiul din martie (sus).

În jurul datei de 21 iunie (cel mai adesea), sau 20 iunie, în emisfera nordică are loc solstițiul de vară, adică începutul verii astronomice; în preajma acestei date, la trecerea meridianului, Soarele se ridică deasupra orizontului la unghiul maxim, iar intervalul diurn are durata maximă. Simultan, în emisfera sudică are loc solstițiul de iarnă, adică începutul iernii astronomice, când înălțimea Soarelui deasupra orizontului și intervalul diurn sunt minime (la sud de cercul polar de sud soarele nu răsare și se află la unghiul maxim sub orizont).
În jurul datei de 21 decembrie (cel mai adesea), sau 22 decembrie, se petrece fenomenul opus: are loc solstițiul de iarnă în emisfera nordică și solstițiul de vară în emisfera sudică.
Din punctul de vedere al zonelor ecuatoriale solstițiile nu pot fi numite nici „de vară” nici „de iarnă”. Atunci când în emisfera nordică are loc solstițiul de vară, mișcarea aparentă a Soarelui văzut de pe ecuator are traiectoria cea mai nordică și, simetric, când are loc solstițiul de vară în emisfera sudică traiectoria Soarelui atinge extrema sudică.
La 20 iunie 2019, prin Rezoluția A/RES/73/300, Adunarea Generală a Națiunilor Unite a proclamat „Ziua internațională a sărbătorii solstițiului”, cu data de celebrare pe 21 iunie.

## Etimologie
Substantivul românesc solstițiu are etimologie dublă: latinescul solstitium, „solstițiu” și franțuzescul solstice. Substantivul latin solstitium este format din cuvântul latin sol, solis, solem: „Soare” și stitium, derivat al verbului sisto, sistere, stiti, statum: „a opri”, „a face să stea”, „a rămâne constant”, „a se menține”. Substantivul francez solstice este un împrumut din limba latină: solstitium, „solstițiu”. Spre deosebire de celelalte zile din an, când unghiul făcut de Soare cu orizontul la trecerea meridianului se schimbă semnificativ, de la o zi la alta, la solstiții acest unghi devine câteva zile staționar, din cauza inversării sensului său de variație.
Termenul latin solstitium era deja utilizat la sfârșitul Republicii Romane; în secolul I î.Hr., Plinius cel Bătrân îl folosește în mai multe rânduri în cunoscuta sa lucrare Istorie Naturală, în același sens cu cel actual. De asemenea, din punctul de vederea astronomic modern, este perioada  în care declinația Soarelui pare constantă, iar mișcarea sa aparentă spre nord sau spre sud pe sfera cerească pare să se oprească înainte de a-și schimba direcția.

## Date

### Calendarul gregorian
În calendarul gregorian, datele solstițiilor variază în funcție de ani (tabelul alăturat le rezumă pentru anii apropiați). Trebuie să se țină cont de faptele următoare: 
- Orbita terestră nu este deloc circulară, iar viteza Pământului pe orbită depinde, prin urmare, de poziția sa (A doua lege a lui Kepler). În consecință, anotimpurile au o durată inegală:
  - primăvara boreală (toamna australă), de la echinocțiul din martie până la solstițiul din iunie: 92,7 zile;
  - vara boreală (iarna australă), de la solstițiul din iunie până la echinocțiul din septembrie: 93,7 zile;
  - toamna boreală (primăvara australă), de la echinocțiul din septembrie până la solstițiul din decembrie: 89,9 de zile;
  - iarna boreală (vara australă), de la solstițiul din decembrie până la echinocțiul din martie: 89,0 de zile.
- Anul civil standard nu este decât de 365 de zile; anul tropic este de circa 365,2422 de zile. Prin urmare, solstițiile se produc cam cu șase ore mai târziu, în fiecare an.[8] Anii bisecți permit readucerea la locul lor a solstițiilor, la fiecare patru ani.
- Acest decalaj bisect compensează cu ușurință prea marea diferență dintre anul civil și anul tropic. În 70  de ani, se ajunge ca solstițiile să se producă cu o zi mai devreme (care este problema calendarului iulian). Acest punct este parțial compensat prin absența anului bisect în anii divizibili prin 100 (dar nu prin 400).

În ora UTC, solstițiul din iunie are loc, în general, la 21 iunie. S-a produs la 20 iunie în 2008 (ceea ce nu s-a mai întâmplat din 1896) și din nou în 2012, 2016, 2024; solstițiul din iunie se va produce din nou la 20 iunie în  2028, 2032, ... S-a produs la 22 iunie în 1975 și va cădea din nou la această dată la începutul secolului al XXIII-lea în 2203, 2207, 2211 și 2215, apoi în 2302. Solstițiul din iunie va cădea, în mod excepțional, la 19 iunie în 2488 și va fi pentru prima oară de la crearea calendarului gregorian.
Solstițiul din decembrie are loc, în general, la 21 sau la 22 decembrie. A căzut la 23 decembrie în 1903 și va trebui să se aștepte începutul secolului al XXIV-lea pentru a-l vedea din nou producându-se la această dată. A căzut într-o zi de 20 decembrie de 10 ori la sfârșitul secolului al XVII-lea și va cădea din nou la acestă dată la sfârșitul secolului al XXI-lea și la sfârșitul secolului al XXV-lea.

## Ziua polară

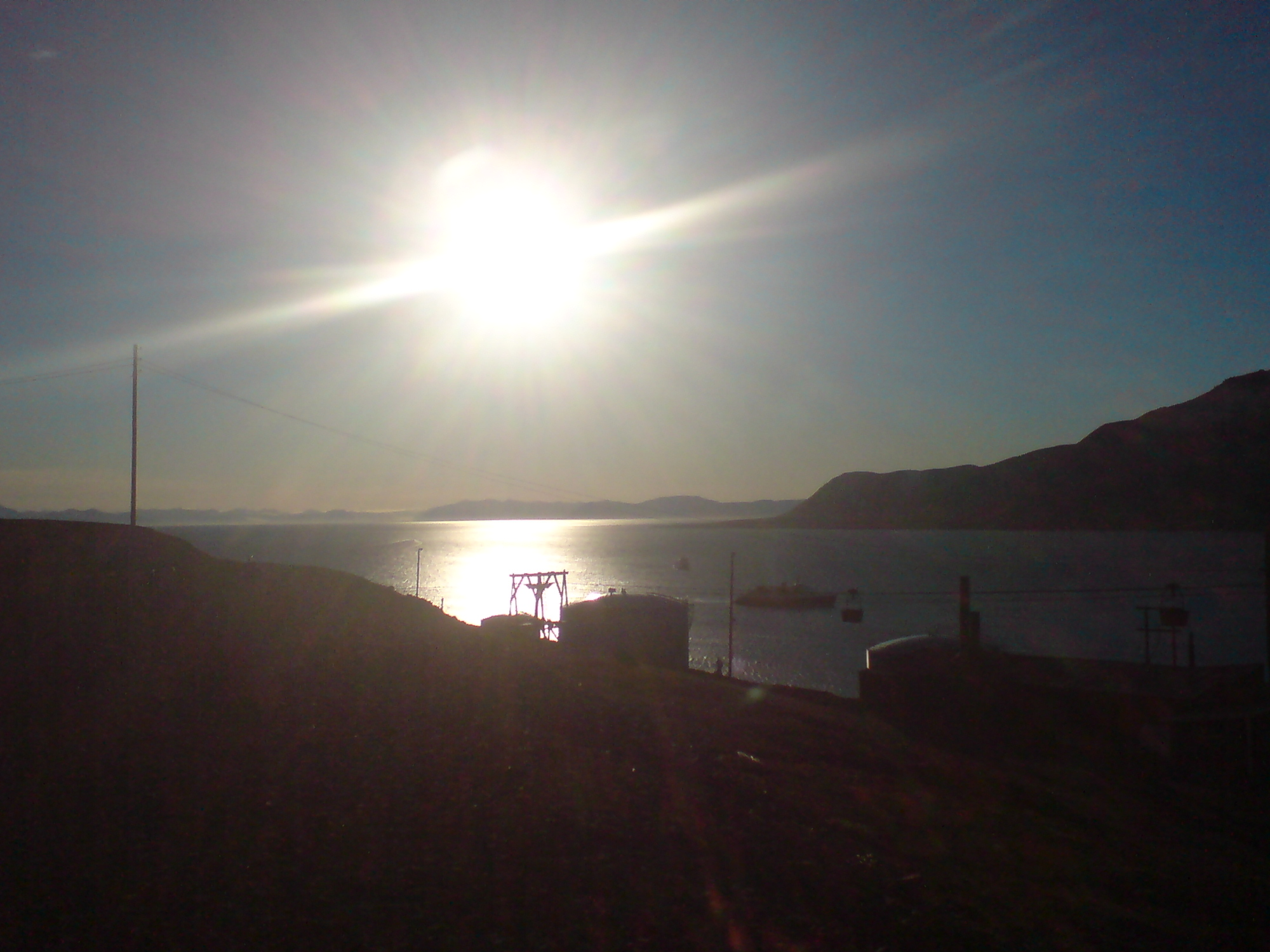
”Miezul nopții” la Longyearbyen (Svalbard, Norvegia), la 16 iulie 2007 (78° N)

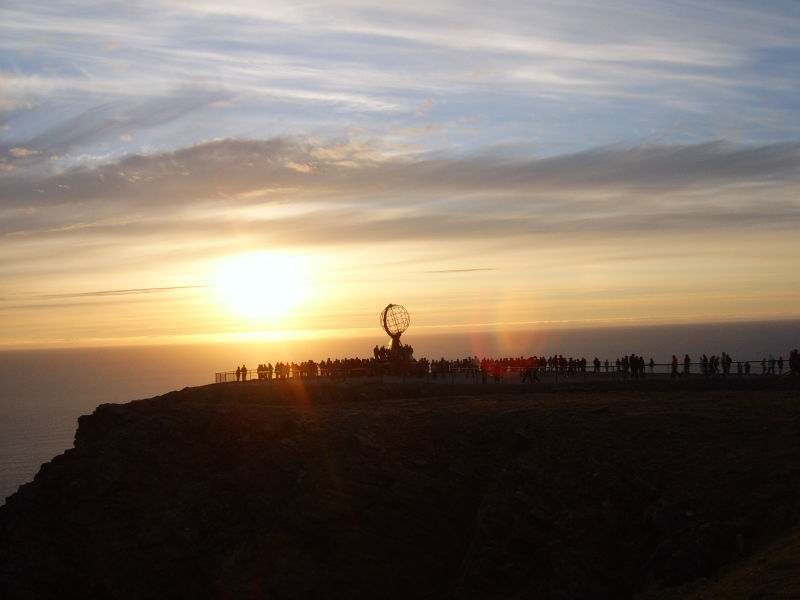
Soarele la miezul nopții, la Capul Nord, la 17 iulie 2005 la 23 h 59 (71,1° N)

Ziua polară (denumită și soarele de la miezul nopții, precum și nopțile albe) este o perioadă a anului în care Soarele nu apune, acest fenomen producându-se  în jurul solstițiului de vară (iunie, în emisfera nordică și decembrie,  în emisfera sudică) la latitudinile înalte situate dincolo de cercurile polare arctic și antarctic. Numărul de zile cu 24 de ore de lumină în timpul căruia are loc acest fenomen crește odată cu latitudinea. Atinge minimumul (o zi) la nivelul cercului polar, ~66° 34' și maximul (șase luni) la pol (90°) și are loc vara (din martie până în septembrie, în emisfera nordică și din septembrie până în martie, în emisfera sudică).  Astfel, în ziua solstițiului, la poli, Soarele rămâne, în mod constant vizibil la o înălțime de ceva mai mult de 23° pe bolta cerească.

## Traiectoria Soarelui

Soarele este ușor mai îndepărtat de Terra la solstițiul din iunie în raport cu solstițiul din decembrie ca urmare a naturii eliptice a orbitei Terrei (în desen elipsa a fost foarte exagerată pentru a se permite perceperea diferenței).

Solstițiul este unul dintre momentele în care declinația Soarelui de pe sfera cerească pare constantă: în aceste momente, traiectoria aparentă atinge punctul său cel mai înalt sau cel mai jos comparativ cu stelele. Cu toate acestea, datorită naturii eliptice a orbitei Pământului, care generează în special o variație de viteză a mișcării de revoluție a Pământului, ziua solstițiului nu corespunde cu ziua în care Soarele răsare și apune cel mai târziu sau cel mai devreme.
Cu alte cuvinte, nișa zilei în care Soarele este vizibil se schimbă ușor, între mijlocul lunii decembrie și începutul lunii ianuarie, precum și între mijlocul lunii iunie și începutul lunii iulie; astfel încât în aceste perioade, scurtarea, apoi prelungirea (sau invers) duratei vizibilității Soarelui nu se face prin variații simetrice ale orelor de răsărit și de apus ale Soarelui.
Axa de rotație a Pământului este înclinată în raport cu verticala planului orbitei sale cu aproximativ 23° 26′ 13″, iar orientarea acesteia rămâne constantă în timpul unei revoluții în jurul Soarelui. În consecință, timp de o jumătate de an, emisfera nordică a Pământului este mai înclinată spre Soare decât emisfera sudică, cu maximum în jurul datei de 21 iunie. În cealaltă jumătate a anului, emisfera sudică este mai înclinată decât emisfera nordică, cu un vârf în jurul lui 22 decembrie. Momentele în care aceste înclinații sunt maxime sunt solstițiile.
La solstițiul din iunie, declinația Soarelui atinge +23° 26′ 13″; la solstițiul din decembrie, −23° 26′ 13″. Restul anului, evoluează între aceste două extreme.
Solstițiile nu au legătură cu distanța dintre Pământ și Soare, care este variabilă datorită excentricității sale orbitale: Pământul atinge afeliul la începutul lui iulie, iar periheliul la începutul lunii ianuarie. Totuși, ca urmare a ciclurilor Milanković, înclinația axei terestre și excentricitatea sa orbitală evoluează în timp: în 10.000 de ani, trecerea la periheliu va avea loc în același timp cu solstițiul din iunie și trecerea la afeliu în timpul solstițiului din decembrie.
La solstițiul din iunie, punctul subsolar atinge latitudinea de 23° 26′ 13″ Nord, adică aceea a Tropicului Racului; unul dintre punctele situate pe această paralelă percepe centrul Soarelui exact la zenit. Recunoaștem solstițiul de vară prin durata minimă a nopții și prin durata maximă a zilei. Este, de asemenea, ziua în care Soarele răsare la cel mai nord-estic punct, traversează meridianul cu înălțimea maximă și apune la cel mai nord-vestic punct. În timpul solstițiului din decembrie, punctul subsolar atinge latitudinea 23 ° 26 ′ 13 ″ Sud, adică aceea a Tropicului Capricornului. 
Punctele de pe suprafața Pământului la latitudinea de 66° 33′ 47″ Nord (adică pe Cercul Polar de Nord) percep centrul Soarelui chiar la orizont, la miezul nopții, în timpul solstițiului din iunie. Același lucru se întâmplă în timpul solstițiului din decembrie, cu punctele Cercului Polar de Sud, la 66° 33′ 47 ″ Sud.

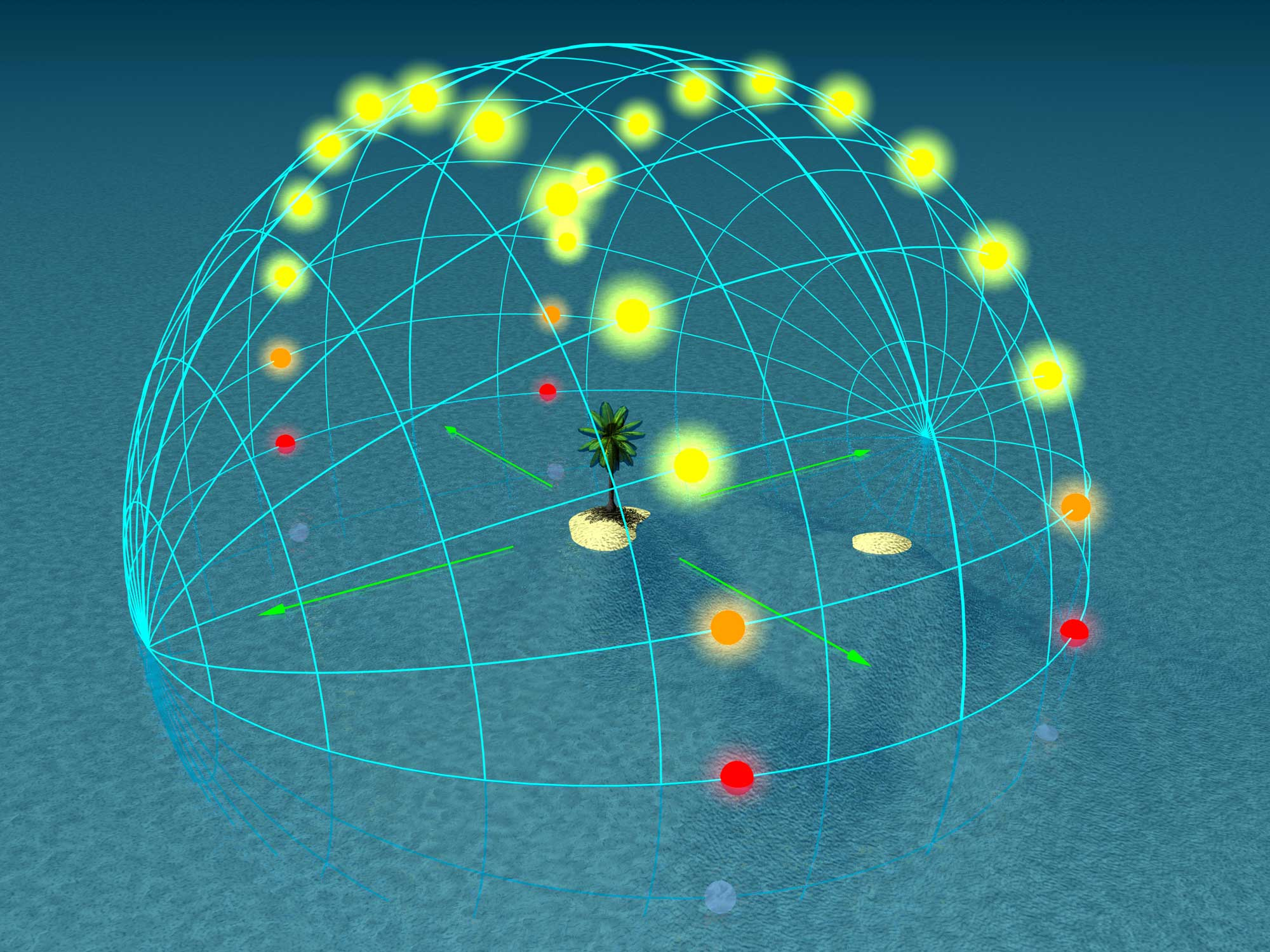
0° (Ecuator): Soarele își atinge culminația minimă, neatingând decât 66,563°. La echinocții, Soarele va culmina la 90°. Nu există anotimpuri, iar ziua durează întotdeauna douăsprezece ore.
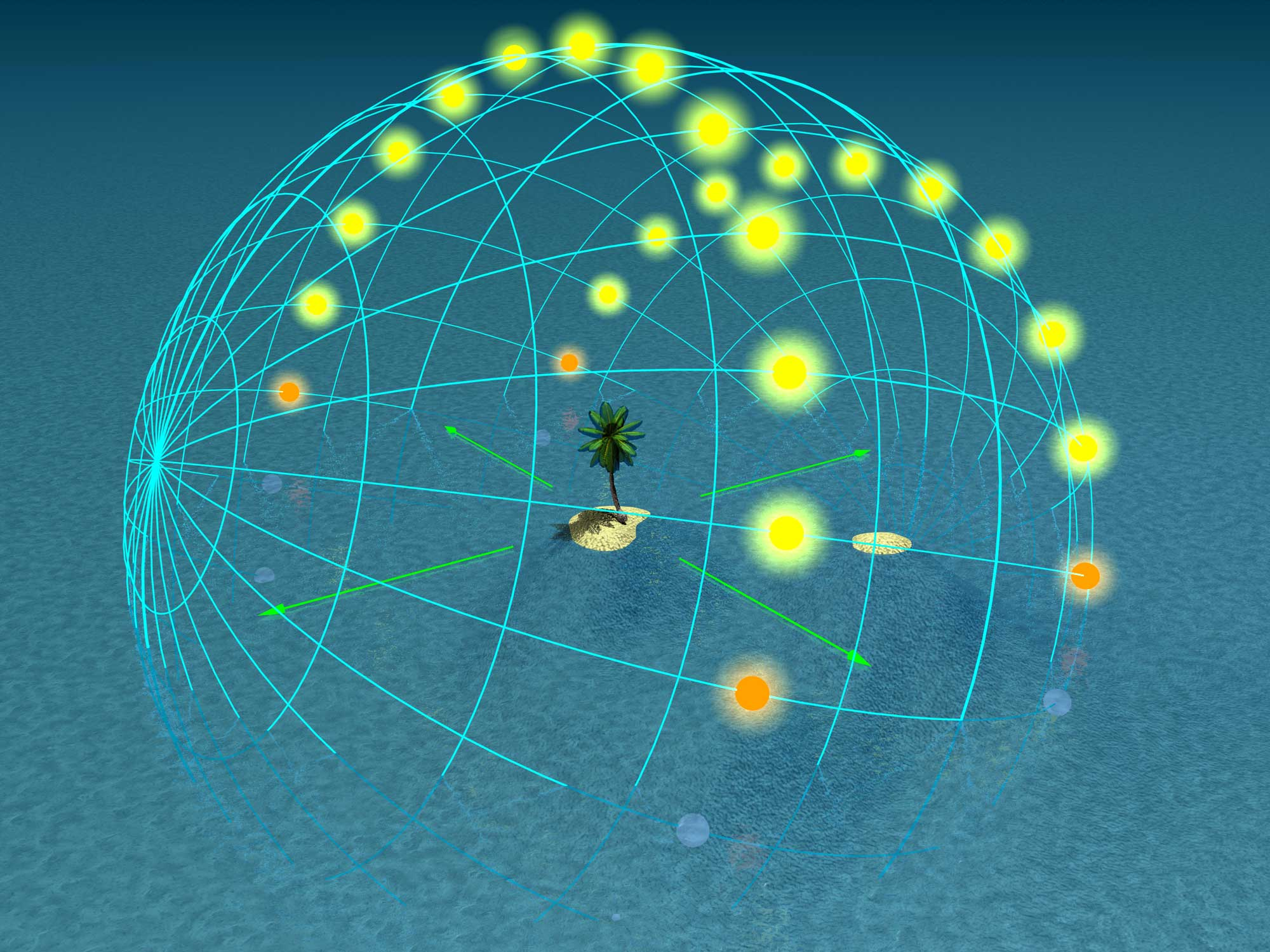
Paralela de 20°: Soarele culminează la 46,563° iarna (ziua solstițiului din decembrie) și 86,563° vara (ziua solstițiului din iunie), dar sunt două zile pe an în care Soarele culminează perpendicular la 90°. Zilele de vară sunt cu două până la trei ore mai lungi decât zilele de iarnă. Crepusculul durează circa o oră tot anul.
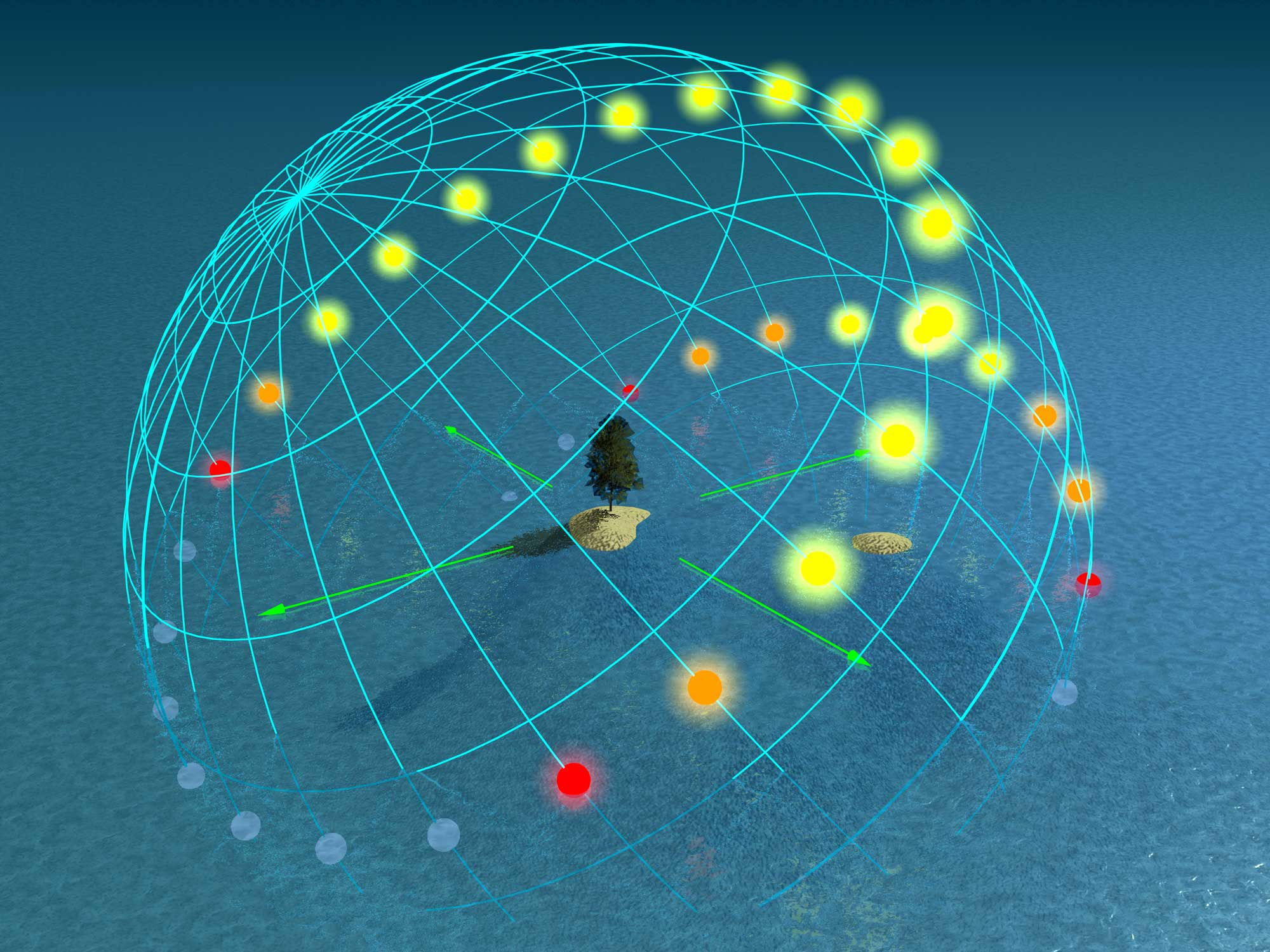
Paralela de 50°: Soarele culminează la 16,563° iarna și la 63,437° vara. Ziua durează mai puțin de 8 ore iarna și mai mult de 16 ore vara. Direcțiile și unghiurile răsăriturilor și apusurilor Soarelui, la cele două solstiții, sunt foarte diferite. Vara, Soarele nu dispare suficient sub orizont pentru ca să ia sfârșit crepusculul astronomic. La peste 60° latitude, crepusculul civil durează toată noaptea. Dincolo de 66,563°, Soarele nu apune vara.
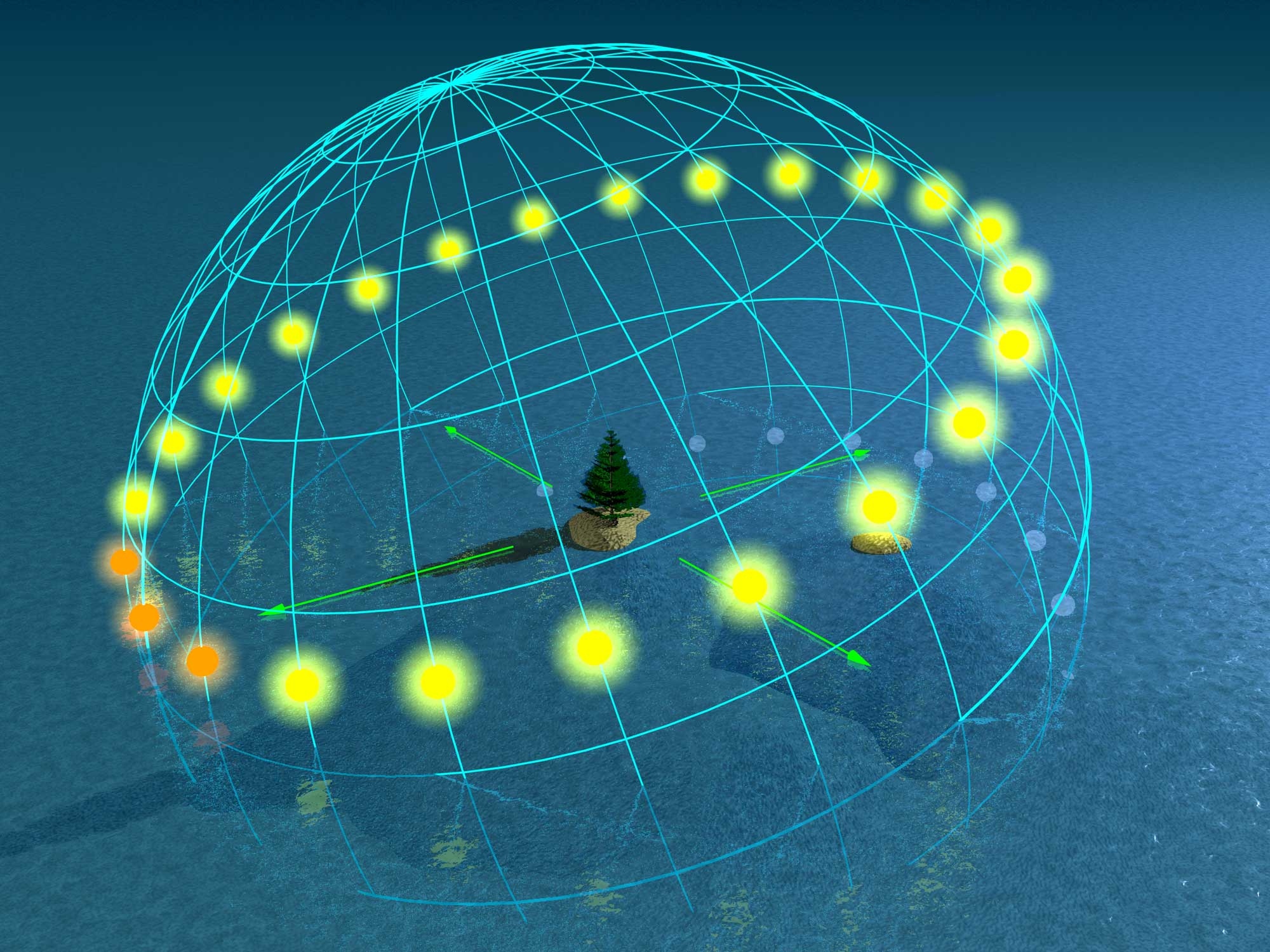
Paralela de 70°: iarna, Soarele culminează sub orizont la −3,437°: Soarele nu răsare, iar zona este cufundată în noaptea polară (cu un crepuscul pronunțat totuși). Vara, Soarele culminează la 43,437° și nu apune.
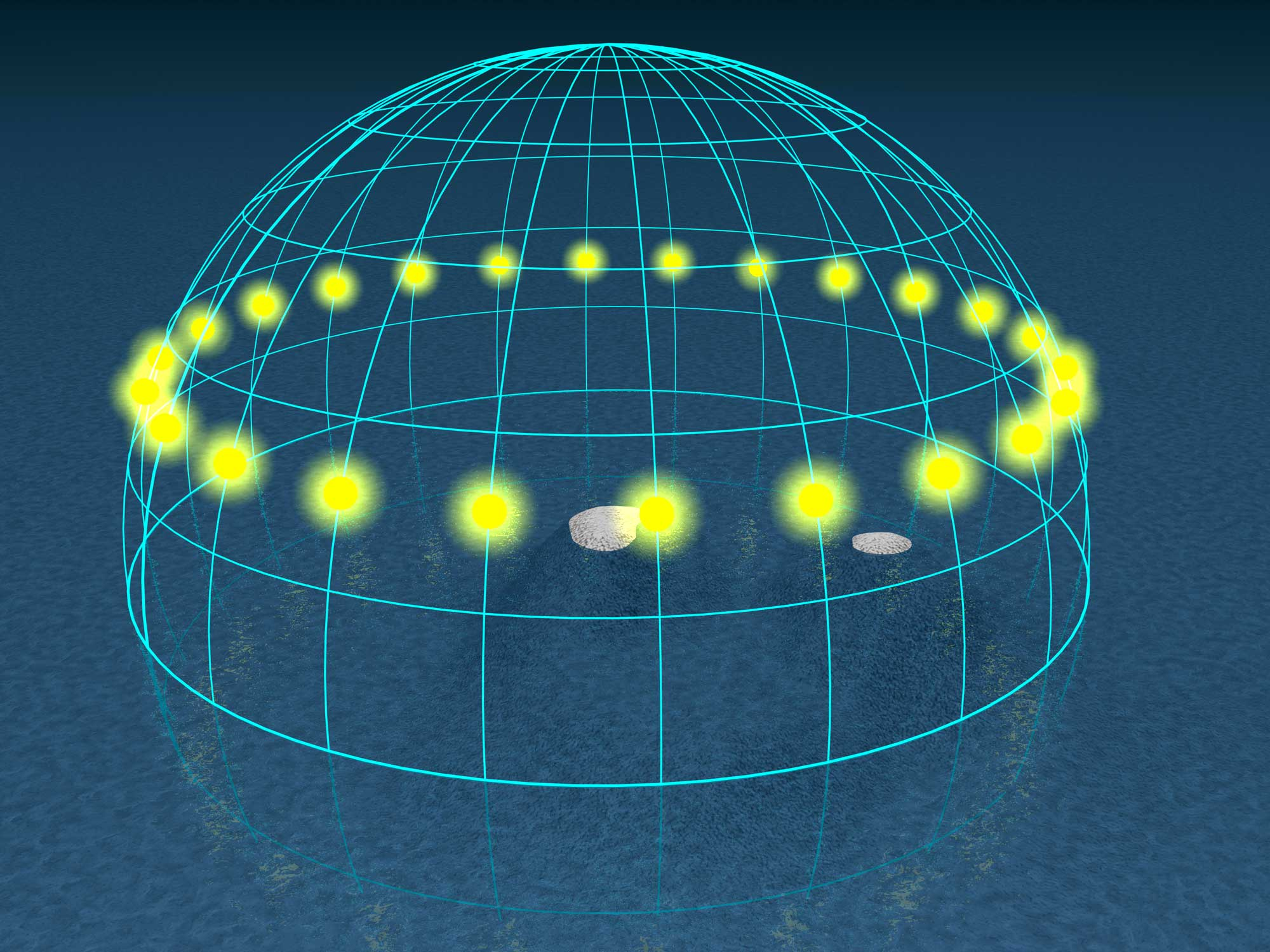
90° (Polii geografici): La solstițiile de iarnă și de vară, Soarele este respectiv la 23,437° sub și deasupra orizontului, orice oră ar fi. Solstițiul de vară marchează culminația maximă a Soarelui la pol: după această dată, el coboară, în mod progresiv, pe sfera cerească și atinge orizontul la echinocțiul de toamnă.